# Erannis marginemaculata
Erannis marginemaculata är en fjärilsart som beskrevs av Schnaider 1950. Erannis marginemaculata ingår i släktet Erannis och familjen mätare. Inga underarter finns listade i Catalogue of Life.